# 영구 화장

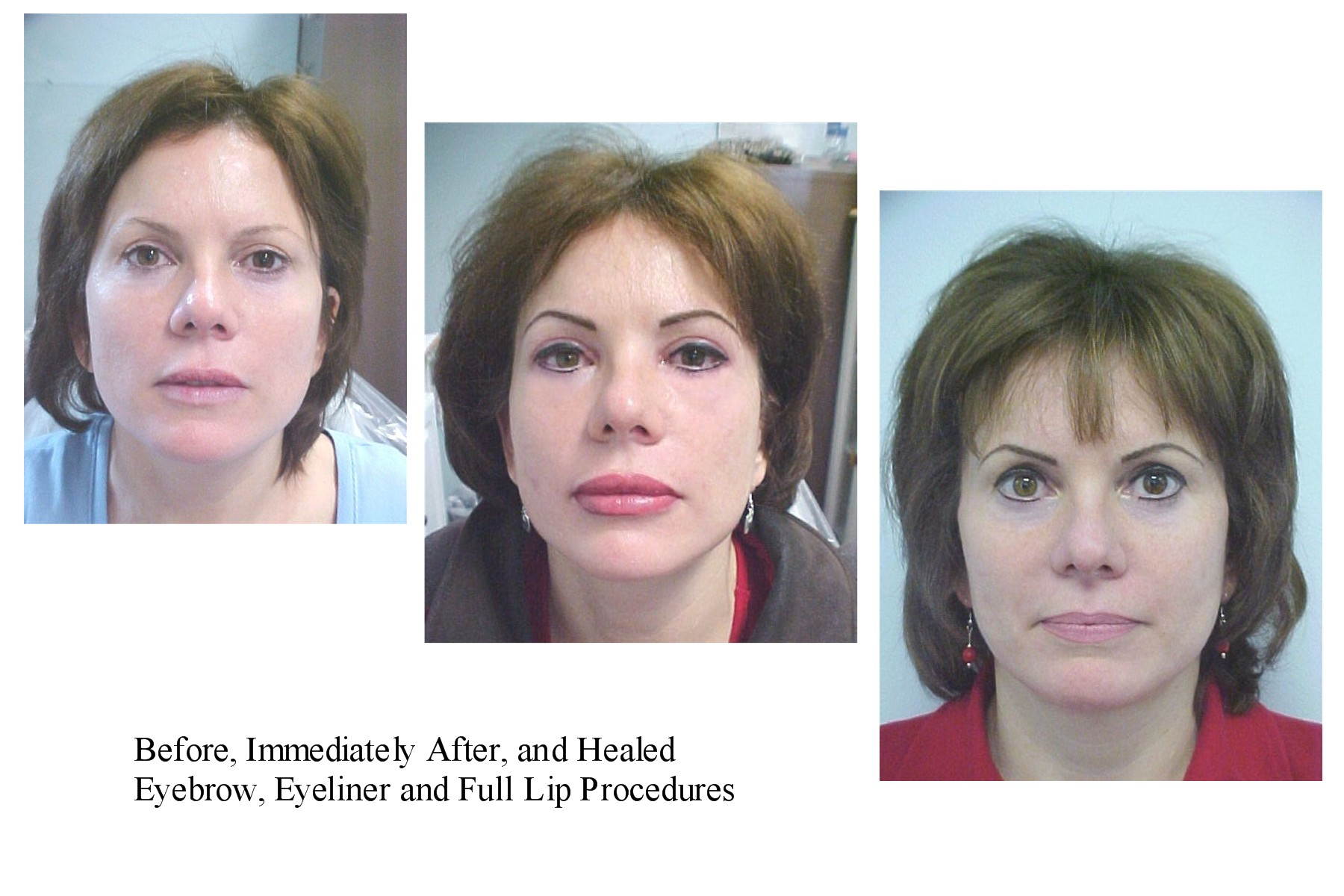
영구 화장: 시술 전, 시술 직후, 회복 후 – 눈썹, 아이라이너, 입술

영구 화장은 얼굴, 입술, 눈꺼풀의 피부에 영구적으로 색상을 강화시키고, 아이라인과 같이 메이크업과 비슷하게 디자인을 만들기 위한 수단으로 문신(진피의 영구 색소 침착)을 이용한 화장 기술이다. 또한 노화, 질병(전두탈모증), 항암화학요법 또는 유전적 장애를 가진 사람들이 눈썹을 상실하였을 때, 흉터, 백반증과 같은 피부의 저색소 침착증을 가리기 위해 인공적인 눈썹을 만들어 사용되기도 한다. 또한 가슴 수술 후와 같이 유륜의 강화 또는 복원에 사용된다.
일반적으로 영구 화장이라 불리는 다른 이름은 더마 색소 침착, 미세 색소 침착, 문신 화장 등이 있는데, 영구 화장은 무균 환경에서 진행되는 것이 문신과 비슷하기 때문에 문신 화장이 가장 적합한 단어이다. 미국에서는 영구 화장에 사용되는 잉크는 화장품으로 FDA의 승인을 받아야 한다. 잉크에 사용되는 안료는 컬러 첨가제이며, 이는 연방 식품, 의약품 및 화장품법에 따라 출시 전 승인을 받아야 한다. 그러나 미국에서는 이러한 안료에 특별히 관련된 안전 문제에 대한 증거가 부족하기 때문에 FDA는 전통적으로 문신 잉크에 사용되는 안료의 컬러 첨가제에 대해 규제를 행하지 않았다.

## 역사
최초로 기록된 영구 화장은 1902년 영국의 유명한 타투이스트 서더랜드 맥도날드가 그의 응접실에서 뺨에 “일년 내내 우아한 핑크빛 안색”을 행한 것이다. 1920년대에 이 "런던 유행"은 대서양을 건너고, 전기작용으로 문신을 새기며, 영구적으로 얼굴을 붉어지게 하여 안색을 좋게 하는 것이 미국에서 인기를 끌었다. 1930년대 유행이 되었을 때 이 문신 기술의 주요 개발자인 조지 버킷은 미용실에서 많은 여성에게 문신을 남겼다. 이 문신은 '피부 맨 윗층에 채소의 염료를 주입하는 안색치료'라고 불렸다.

## 결과

### 장기적인 결과
최상의 색상 결과는 수년간 지속되고 점점 희미해 질 수 있다. 이렇게 되는데 필요한 시간은 사람마다 다르다. 영구 화장 색소가 진피에 남아 있지만, 유지 기간은 환경적, 시술적, 개별적인 요소를 포함한 여러 가지 가능한 요인에 의해 영향을 받을 수 있다. 자외선에 노출되면 색이 점점 희미해진다. 진피 수준에 안료 침착량과 안료 색상은 영구 화장이 최상으로 유지되는 시간에 영향을 줄 수 있다. 이러한 이유로 매우 자연스러워 보이는 작업은 진하고 강하게 된 것보다 먼저 터치업을 필요로 할 수 있다. 개별적인 영향에는 정원 가꾸기나 수영과 같이 햇빛에 정기적으로 노출되는지와 같은 라이프 스타일이 포함된다. 피부 톤은 시간이 지남에 따라 색상이 변하게 되는 요소이다.

### 부작용
부적절한 결과가 발생하는 경우가 있다.

## 제거
문신과 마찬가지로 영구 화장은 제거하기 어려울 수 있다. 흔히 사용되는 기술은 레이저 박피, 물리적 또는 화학적 박피, 수술적 제거이다.

## 예시

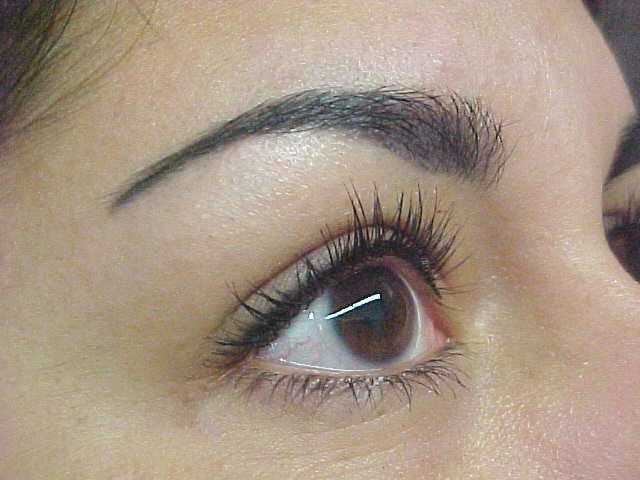
눈썹, 아이라이너 문신 예시

눈썹 문신은 고객들이 이미 눈썹모를 가지고 있지만 단순히 좀 더 진하게 하거나, 모양을 만드는 것을 원하기 때문에 개인의 눈썹 라인과 반대되는 선을 긋는 “자연눈썹기법”기술의 예시이다. 위쪽 아이라이너는 얇은 아이라이너 문신을 나타내고, 과도하지 않게 눈을 정의하는 “속눈썹 강화” 시술을 말한다.